# Martyna Wojciechowska

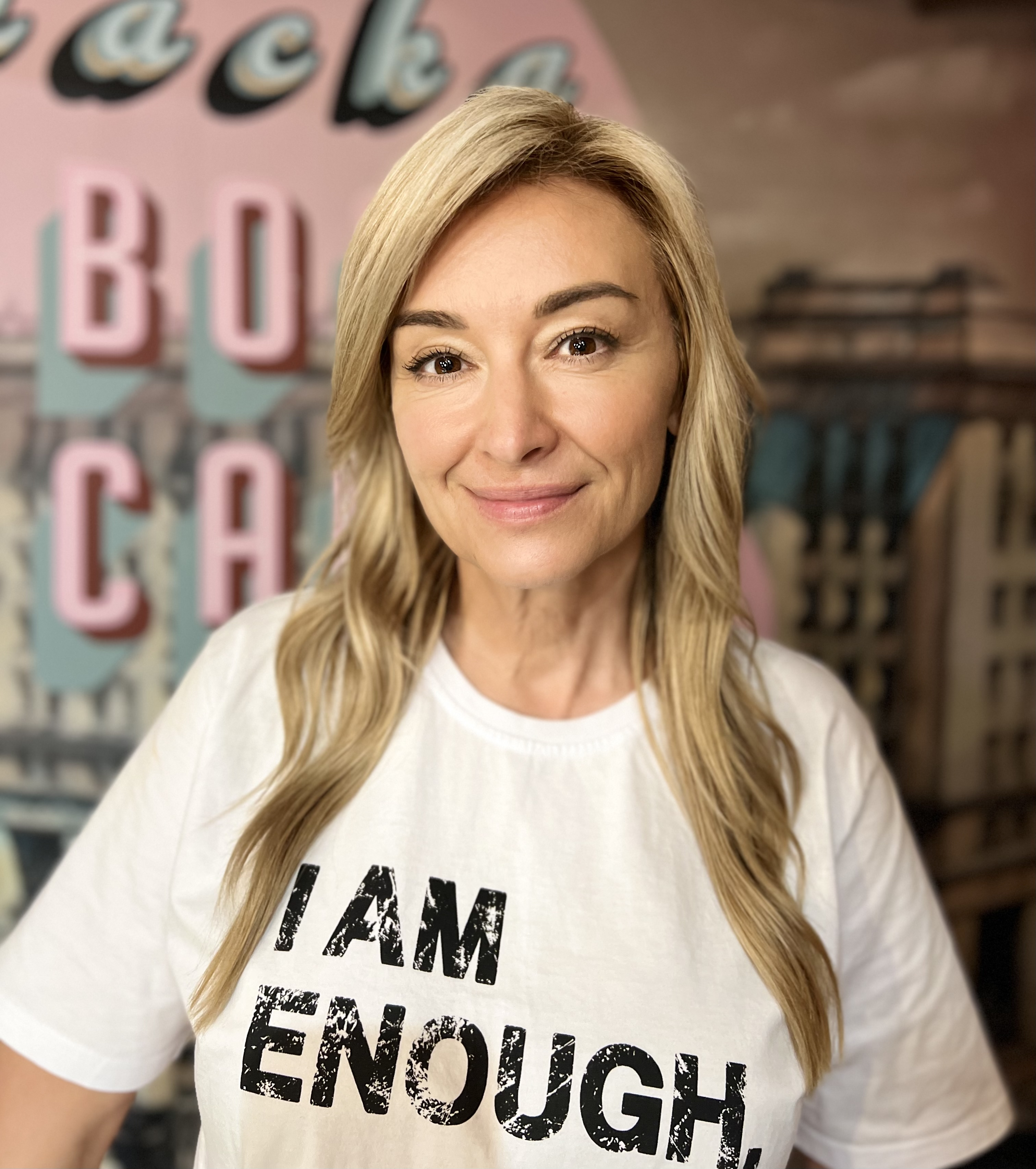
Martyna Wojciechowska (2023)

Martyna Wojciechowska (* 28. September 1974 in Warschau als Marta Eliza Wojciechowska) ist eine polnische Fernsehmoderatorin, Schriftstellerin, Journalistin und Bergsteigerin.

## Leben
Martyna arbeitet als Moderatorin für den Sender TVN. Bekannt wurde sie für ihre Moderation der polnischen Variante der Sendung Big Brother. Im gleichen Jahr wurde eine erotische Fotostrecke von ihr im Playboy veröffentlicht. Am 28. August 2002 bestieg Martyna mit dem Mont Blanc den ersten Gipfel der Seven Summits. Mit der Besteigung des Mount Kosciuszko am 22. Januar 2010 schloss sie die Gipfel der Seven Summits ab. Martyna Wojciechowska veröffentlichte verschiedene Bücher über ihre Expeditionen und Reisen.
Die studierte Wirtschaftswissenschaftlerin ist Chefredakteurin der polnischen Ausgabe des Magazins National Geographic und National Geographic Traveler. Sie arbeitete bisher mit folgenden Zeitschriften / Magazinen zusammen: Świat Motocykli (Die Welt der Motorräder), Auto Moto, Playboy und Voyage.
Martyna ist Miteigentümerin des Reisebüros Martyna Adventure und Rallyefahrerin. Sie nahm u. a. an dem Offroad-Motorsportrennen Rallye Dakar teil.
Ihre Tochter Marysia kam am 17. April 2008 zur Welt. Vater des Kindes ist Jerzy Błaszczyk.

## Werke
- Przesunąć horyzont (Move the Horizon) (ISBN 83-7515-010-X)
- Misja Everest (Mount Everest) (ISBN 83-7515-009-6)
- Etiopia. Ale czat! (Ethiopia.  But the Chat!) (ISBN 978-83-7596-064-8)
- Kobieta na krańcu świata (Woman on the Edge of the World) (ISBN 978-83-7596-079-2)

## Gipfelbesteigungen
- 28. August 2002 Mont Blanc
- 26. Februar 2003 Kilimanjaro
- 11. Februar 2006 Aconcagua
- 11. April 2006 Island Peak
- 18. Mai 2006 Mount Everest
- 11. Juni 2007 Mount McKinley
- 29. August 2007 Elbrus
- 2. Januar 2009 Mount Vinson
- 22. Januar 2010 Mount Kosciuszko